# Степовое (Пархомовский сельский совет)
Степово́е (укр. Степове; до 2016 г. Пионе́рское) — посёлок, Пархомовский сельский совет, Краснокутский район, Харьковская область, Украина.
Код КОАТУУ — 6323585504. Население по переписи 2001 года составляет 197 (85/112 м/ж) человек.

## Географическое положение
Поселок Степовое находится между реками Котельва и Котелевка

## История
- 1926 — дата основания.
- 2016 — посёлок Пионерское переименован в Степовое.

## Экономика
- Свинотоварная ферма.

## Достопримечательности
- Братская могила советских воинов. Похоронено 37 воинов.